# Caribosiren
Caribosiren turneri è una specie estinta di Sirenio vissuta alla fine dell'Oligocene nei Caraibi.
I resti fossili di questo animale sono stati rinvenuti a Porto Rico assieme a resti di altri Sirenii quali Halitherium antillense, suo probabile precursore, e Metaxytherium, che molti vedono come suo discendente. Lo studio comparato delle ossa dei tre animali ha stabilito che sono sicuramente sulla stessa linea evolutiva.

## Sirenii nei Caraibi
Mentre in altre parti del mondo i membri della famiglia Dugongidae si diversificavano e prosperavano, limitando l'evoluzione dei Trichechidae, qui alla fine del Miocene avvenne il processo inverso: la formazione dell'Istmo di Panama (che collegava così le due Americhe) cancellò i flussi di corrente che andavano dai Caraibi al Pacifico generando cambiamenti ambientali ed ostacolando le migrazioni di flora e fauna. Si presume che l'estinzione di alcune erbe marine che costituivano la dieta degli antichi Dugonghi sia stata la causa della loro estinzione. I Manatidi, invece, hanno denti che consentono loro di mangiare una maggiore diversità di piante acquatiche e questo permise loro di sopravvivere nei Caraibi, a differenza di altre parti del mondo dove non ebbero altrettanta fortuna.